# Andriy Kuzmenko
Andriy "Kuzma" Kuzmenko (en ucraniano: Андрі́й Ві́кторович Кузьме́нко; 17 de agosto de 1968-2 de febrero de 2015) fue un cantante, escritor, presentador de televisión, productor y actor ucraniano. Fue más conocido como el vocalista de la banda de rock Skryabin, fundada en 1989.

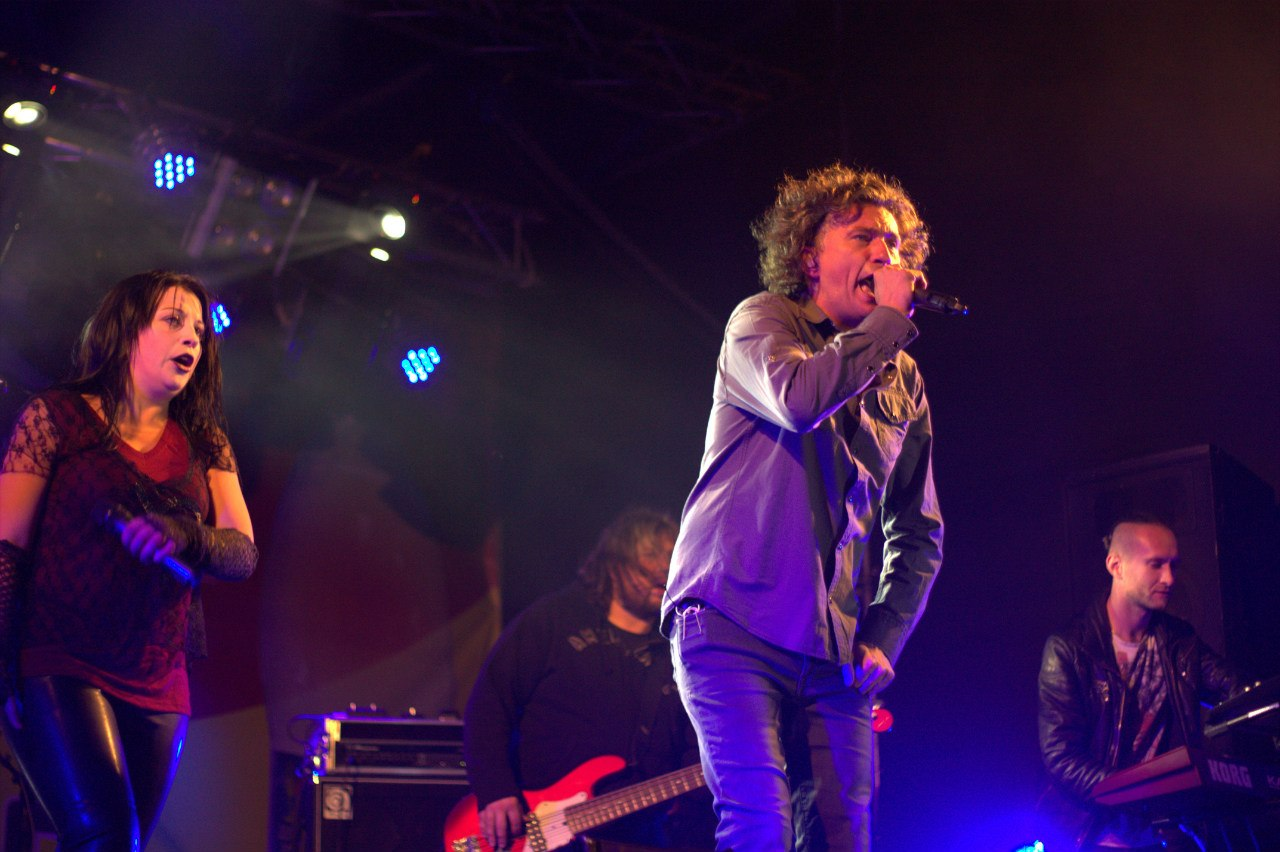
Concierto de Skryabin en Melitopol, 2014.

Kuzmenko nació en Sambir, óblast de Leópolis. Se casó con Svitlana y tuvo una hija, Maria-Barbara, nacida en 1997.
Kuzmenko murió en un accidente de tráfico el 2 de febrero de 2015, en Lozuvatka, óblast de Dnipropetrovsk, a los 46 años de edad.

## Filmografía

### Actor
- Evenings in khutir near Dykanka (2001) — Kuzma, a friend of Vakula (indicated in cast list as Andriy Kuzmenko).
- Lesya+Roma (2006) — plays himself (cameo)
- Carnival night at Inter (2006) — plays himself
- Very New Year Cinema (2007) — guest at the New Year Holiday in museum (cameo)
- Little Red Riding Hood (2009) — Blue Beard